# Fernando Gamboa (museógrafo)
Fernando Gamboa (Ciudad de México, 28 de febrero de 1909-Ib., 7 de mayo de 1990) fue un museógrafo, pintor, promotor cultural, diplomático y director de museos mexicano. Fue uno de los creadores de la museografía en México y uno de los especialistas más reconocidos nacional e internacionalmente.

## Biografía
Estudió pintura y arquitectura en la Academia de San Carlos.
Entre 1930 y 1932, fue parte de las misiones culturales de la Secretaría de Educación Pública que viajaban a los diferentes estados de México para actualizar a los maestros rurales.
En 1936 comenzó a dedicarse de lleno a la museografía y en 1941 llegó a ser el director de la Sala Nacional del Palacio de Bellas.
Fue uno de los fundadores del Instituto Nacional de Bellas Artes y en 1947, fue nombrado director del Museo Nacional de Artes Plásticas.
Durante su gestión como Subdirector General del Instituto Nacional de Bellas Artes (1947 a 1952) creó las galerías populares en las colonias Peralvillo (Galería José María Velasco), Guerrero y Doctores de la Ciudad de México. Así como el Salón de la Plástica Mexicana con el fin de promover a los artistas mexicanos.
Diseñó la museografía del Museo de Arte Prehispánico Rufino Tamayo, inaugurado en Oaxaca en enero de 1974.
Desde 1983 y hasta su muerte en 1990, fue el director del Fomento Cultural Banamex.
Una de sus principales aportaciones a la cultura del siglo XX fueron las exposiciones que organizó como curador y museógrafo. Entre ellas:
- El niño en la plástica mexicana (1944) - Biblioteca Benjamín Franklin
- Hermenegildo Bustos (1951 - 1952) - Museo Nacional de Artes Plásticas
- Arte mexicano, del precolombino a nuestros días (1952) - París
- Obras maestras del arte mexicano (1958) - Feria Internacional en Bruselas

## Exilio español en México
Fernando Gamboa fue el principal ejecutor de la política de asilo del presidente Lázaro Cárdenas del Río a los republicanos españoles. En 1939 organizó los barcos Sinaia, Ipanema, Mexique y De Grase que zarparon de Sète, Francia hacía el Puerto de Veracruz.

## El Bogotazo
Ver artículo completo en Bogotazo
Fernando Gamboa participó en la IX Conferencia Panamericana y una de sus actividades era la de montar una exposición con arte mexicano, durante la conferencia se desató en Colombia lo que se conoce como el Bogotazo (protestas, desórdenes y represión que siguieron al asesinato de Jorge Eliécer Gaitán el 9 de abril de 1948 en Bogotá), y para evitar que fueran destruidas las obras de la exposición, Fernando Gamboa se envolvió una bandera de México y se fue abriendo pasó por las agitadas calles del centro de Bogotá hasta llegar al Palacio de las Comunicaciones para resguardar las obras que ahí se encontraban.